# Dominique Tricaud
Pour les articles homonymes, voir Tricaud.
Dominique Tricaud, né le 5 mars 1955 à Paris, est un avocat français. Son activité est plus particulièrement orientée sur la défense des libertés et le droit des étrangers.  

## Positions personnelles et activités d'avocat
Il est opposé à la comparution immédiate, faisant valoir que cette procédure ne permettrait pas d'assurer valablement les droits de la défense.
Il a représenté l’association SOS Racisme, notamment dans des plaintes en discrimination à l'embauche.
Avec Thierry Lévy, il a été l’avocat de Siné dans le procès avec la LICRA qui a suivi son éviction de Charlie Hebdo. 
Il a défendu Ira Einhorn réfugié en France, accusé du meurtre d’Holly Mallux, condamné par contumace à la prison à perpétuité par un tribunal de Pennsylvanie, en s’opposant à la demande d’extradition adressée par les États-Unis à la France  en 1997 et a été l'un des avocats d'Ian Bailey, meurtrier présumé de Sophie Toscan du Plantier.
Il a également défendu le rappeur Hamé poursuivi en diffamation envers la police.
Dominique Tricaud était l’un des avocats de parties civiles dans l’affaire des victimes du naufrage du Bugaled Breizh. 
Dominique Tricaud a fait partie du collectif « Avocats Debout » qui a donné des consultations juridiques durant le mouvement Nuit debout.